# Nanquan Puyuan
Nanquan Puyuan (chiń. 南泉普願; pinyin Nánquán Pǔyuàn; kor. 남천보원 Namch’ŏn Powŏn; jap. Nansen Fugen; wiet. Nam Tuyền Phổ Nguyện; ur. 748, zm. 835) – chiński mistrz chan

## Życiorys
Pochodził z północy Chin z Xinzheng w dawnej prowincji Zheng, obecnie w Henan. Jego rodowym nazwiskiem było Wang. W wieku 10 lat rozpoczął praktykę medytacji wstępując w 757 r. do klasztoru mistrza chan Dahui na górze Dawei. Od 777 r. studiował nauki Winai u mistrza winai Hao ze szkoły dharmagupta na górze Song w klasztorze Shanhui.
Po odejściu z klasztoru wędrował po północnych ośrodkach buddyzmu i słuchał wykładów o sutrach Lankavatara i Avatamsaka. Badał także nauki madhjamiki wyłożone w Madhyamika śastra, Śata śastra i Dvadaśanikaya śastra Nagardżuny.
Po dwudziestu latach praktyki buddyjskiej był znakomicie wykształconym mnichem. Był nawet z szacunku nazywany Wang laoshi – Starym Nauczycielem Wangiem. Pewnego razu spotkał wielkiego mistrza chan Mazu Daoyi i został jego uczniem. Wkrótce też otrzymał funkcję głównego mnicha w jego klasztorze Kaiyuan, w którym praktykowało 800 mnichów. Był tak sławny z powodu swojego wykształcenia, że nikt nie śmiał go o cokolwiek pytać.
W 795 r. odszedł na górę Nanquan w Zhiyang i tam przez 30 lat praktykował chan w pustelni, którą wybudował, w ogóle nie schodząc na dół. W końcu jednak przyjął zaproszenie od wysokiej rangi urzędnika Lugenga (764–834) do pojawienia się w świecie i rozpoczął w 827 roku nauczanie kilkuset uczniów. Prowadził klasztor Ruixiangyuan.
Przed jego śmiercią główny mnich zapytał go
Gdzie pójdziesz po śmierci?
Zejdę ze wzgórza by być bawołem.
Czy będzie możliwe pójść tam za tobą?
Jeżeli chcesz tam za mną pójść, musisz przyjść z kawałkiem słomy w ustach.
25 dnia 12 miesiąca 835 r. rankiem powiedział do uczniów
Za jakiś czas światło gwiazd się przyćmi, a światło lampy ściemnieje. Nie mówcie, że tylko ja przychodzę i odchodzę.
Po wypowiedzeniu tych słów zmarł.
Miał 17 oświeconych uczniów, wśród nich tak wybitnych jak Zhaozhou Congshen i Changsha Jingcen.
Był słynny ze swoich wypowiedzi na temat drogi (dao):
Codzienny umysł jest dao.
Dao jest poza wiedzeniem i niewiedzeniem.
Gdy ktoś próbuje dao, zbacza z drogi.
Gdy ktoś osiągnie dao, zobaczy je jasno.
Związane są z nim gong’any 14, 19, 27 i 34 z Bezbramnej bramy, 28, 31, 40, 63, 64 i 69 z Biyan lu oraz 9, 10, 16, 23, 27 (w komentarzu), 67 (w komentarzu), 69, 76 (w komentarzu), 90, 93 z Congrong lu.
Jego nauki i komentarze zostały wydane jako Chizhou Nanquan Puyuan chanshi guanglu (Słowa mistrza chan Nanquana Puyuana z Chizhou).

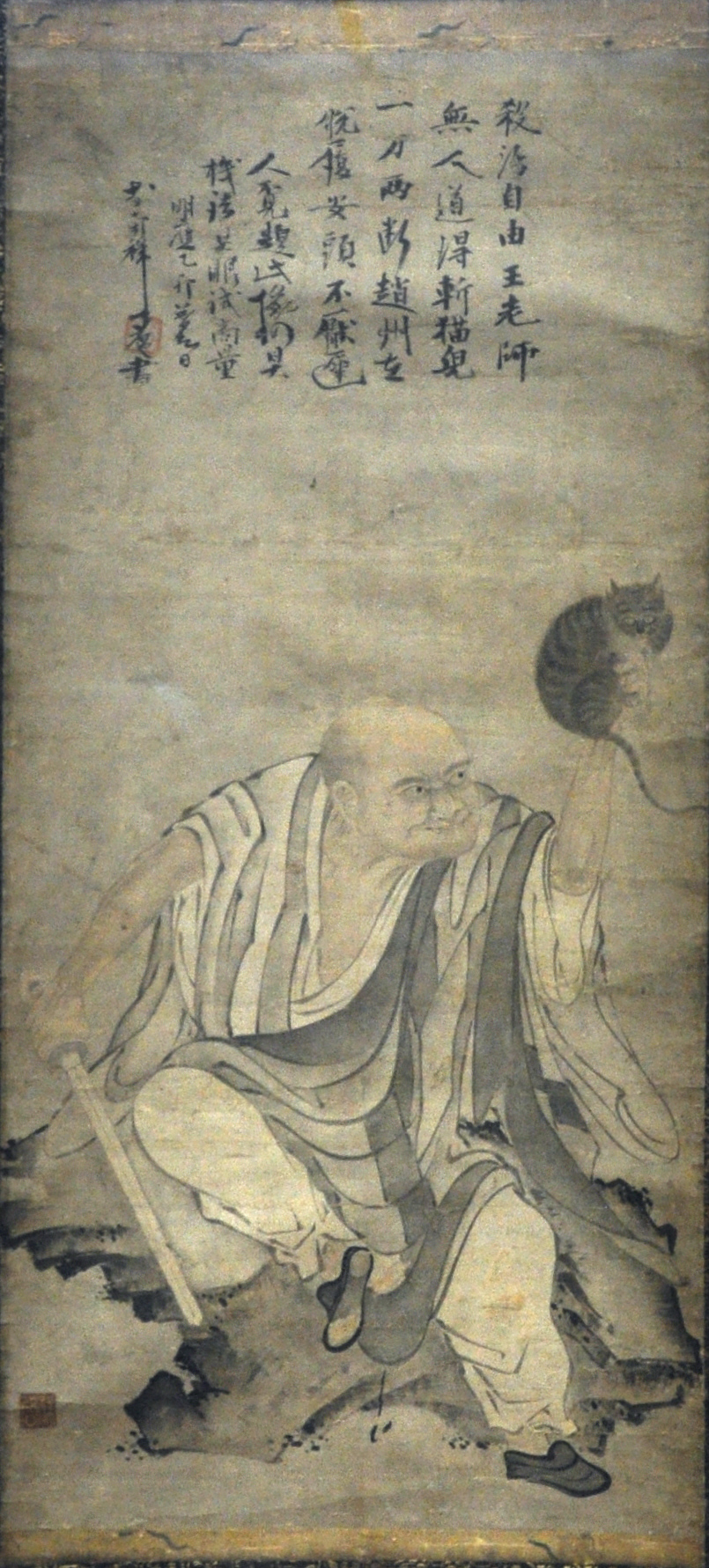
Mistrz chan Nanquan Puyuan i kot. Obraz Shōkeia z 1495 r.

## Linia przekazu Dharmy zen
Pierwsza liczba oznacza liczbę pokoleń mistrzów od 1 Patriarchy indyjskiego Mahakaśjapy.
Druga liczba oznacza liczbę pokoleń od 28/1 Bodhidharmy, 28 Patriarchy Indii i 1 Patriarchy Chin.
Trzecia liczba oznacza początek nowej linii przekazu w danym kraju.
- 33/6. Huineng (638–713)
  - 34/7. Nanyue Huairang (677–744)
    - 35/8. Mazu Daoyi (709–788) szkoła hongzhou
      - 36/9. Nanquan Puyuan (748–835)
        - 37/10. Zhuyu Ozhou (bd)
        - 37/10. Xichan (bd) pojawia się w gong’anie 54 z Biyan lu
        - 37/10. Baima Tanzhao opat Baima si w Jingnan
        - 37/10. Changsha Jingcen (zm. 868)
        - 37/10. Zhongnan Yunji (bd)
        - 37/10. Zihu Lizong (800–880) pojawia się w przypadkach 17 i 96 Biyan lu
          - 38/11. Taizhou Shengguang

        - 37/10. Lugeng (764–834) (Luxuan). Świecki uczeń mistrza Nanquana. Występuje w gong’anie 40 z Biyan lu
        - 37/10/1. Ch'ŏlgam Toyun (797–868) Korea. Szkoła saja san
        - 37/10. Zhaozhou Congshen (778–897)
          - 38/11. Yanyang Shanzhao (także Shanxin)(bd)
          - 38/11. Guoqing Yuanfeng (bd)
          - 38/11. Muzhen Tulang (bd)